# هاردول
روبرت ون دو کرپوت که بیشتر با نام حرفه‌ای هاردول (به انگلیسی: Hardwell) شناخته می‌شود، یک دی‌جی و تهیّه‌کنندهٔ موسیقی پراگرسیو، الکترو هاوس و موسیقی رقص الکترونیک هلندی است. هاردول در رده‌بندی برترین دی‌جی‌های جهان به‌وسیلهٔ مجلّهٔ دی‌جی در سال ۲۰۱۳ و ۲۰۱۴ در جایگاه اول قرار گرفت.